# 에어포트 (애플)
에어포트(AirPort)는 와이파이로도 알려져 있는 IEEE 802.11에 기반한, 애플의 무선랜 제품이다. 에어포트와 에어포트 익스트림 두 가지가 일반적으로 쓰인다.
일본에서는 이 제품을 에어맥(AirMac)으로 부르는데 이는 아이오 데이터가 이미 이 이름을 선점한 것에 기인한다.
2018년 4월 26일, 애플은 에어포트 제품 계열을 단종시켰다. 남아있는 재고 또한 모두 소진되었으며 애플은 나중에 애플 리테일 스토어에서 링크시스, 넷기어, Eero의 라우터를 소매품으로 판매하였다.
| 패밀리 브랜드   | 이미지                | 기능 | 도입일 / 중단일 |
| --------------- | --------------------- | --- | --------------- |
| 카드            | Card not Base Station | 매킨토시 개인용 컴퓨터에 무선 네트워크 인터페이스를 추가                                                                 | 1999–2005       |
| 베이스 스테이션 |                       | 무선 네트워크 스위치, 인터넷 라우터                                                                                      | 1999–2003       |
| 익스트림        |                       | 무선 네트워크 스위치, 인터넷 라우터. USB 프린트 서버. 나중(사각형) 버전에는 네트워크 부착 USB 스토리지 및 백업을 추가함. | 2003–18         |
| 익스프레스      |                       | 무선 네트워크 스위치, 액세스 포인트, 브리지. 인터넷 라우버. USB 프린트 서버. 스트리밍 오디어 리시버                      | 2004–18         |
| 타임 캡슐       |                       | 네트워크 부착 백업 스토리지, 무선 네트워크 스위치, 인터넷 라우터                                                         | 2008–18         |

## 같이 보기
- 무선랜
- 아이튠즈
- IEEE 802.11